# Le Bonheur au bout du chemin 2
Pour les articles homonymes, voir Anne... la maison aux pignons verts (homonymie) et Anne of Green Gables.
Pour plus de détails, voir Fiche technique et Distribution.
Anne… la maison aux pignons verts : La Suite au Québec ou Le Bonheur au bout du chemin 2 en France (Anne of Green Gables: The Sequel) est le second des trois téléfilms canadiens réalisés par Kevin Sullivan. Basée sur les romans Anne d'Avonlea (en), Anne quitte son île et Anne au domaine des peupliers (en), cette seconde partie a été diffusée d'abord aux États-Unis du 19 mai au 9 juin 1987 sur Disney Channel, et au Canada les 6 et 7 décembre 1987 sur le réseau CBC.
Au Québec, elle a été diffusée en trois parties du 8 au 22 septembre 1988 à la Télévision de Radio-Canada, et en France sur M6.

## Synopsis
Le second volet s'ouvre une année après la fin du premier. Anne enseigne donc à l'école communale d'Avonlea. Parallèlement, elle commence à écrire, ce qui a toujours été son rêve. Diana Barry, sa meilleure amie, l'inscrit contre son gré, sans son consentement, ni même sans qu'elle soit au courant, au concours organisé par une célèbre marque de levure. Les candidats doivent écrire une nouvelle de cinq pages et y mentionner la marque du produit. Le gagnant se verra remettre une somme d'argent et son écrit sera publié dans les principaux journaux canadiens et américains. Anne découvre donc avec surprise qu'elle a gagné. Cet épisode anecdotique marque un tournant dans sa vie: elle accède donc à une petite notoriété de ses pairs.
Matthew Cuthbert décède assez rapidement. Il est pris d'une crise cardiaque. Préférant finir ses dernières minutes à parler à Anne plutôt que d'attendre son retour avec un médecin, qui ne le sauvera sans doute pas, il lui dit qu'il l'aime depuis qu'elle vit avec eux, même si elle n'est pas le garçon qu'ils avaient voulu adopter au commencement.
Marilla, pour pouvoir garder sa maison des Pignons Verts, se voit dans l'obligation d'y accueillir Rachel Lynde, la commère du village, qui malgré ses remarques cinglantes aime sincèrement Anne et Marilla.
Anne et Gilbert entretiennent maintenant des relations amicales.
Malgré son entrée dans le monde des adultes, Anne Shirley ne se défait pas de ses illusions d'enfance, et continue à vivre, parallèlement à sa vie, dans un rêve perpétuel. Elle attend beaucoup de l'amour. Mais en plus de ses attentes, elle recherche une certaine théâtralité pour cet amour. Une théâtralité surannée et inexistante, qui n'est qu'une surface lisse. Mais elle n'en a pas conscience.
Le mariage de Diana, sa meilleure amie, avec Fred, un jeune banquier, est pour elle l'occasion de se heurter à la réalité. En effet, Gilbert Blythe lui avoue l'amour qu'il lui porte. Et contre toute attente, parce qu'il est évident que le prince charmant d'Anne est Gilbert, et qu'elle en est consciente, la jeune femme l'éconduit. Cet événement sonne le glas de leur amitié, et Anne part pour la ville, à Kingsport, enseigner dans une école privée de renom. Gilbert, quant à lui, part étudier la médecine ailleurs, ayant réuni assez d'argent pour financer ses études.
Kingsport est contrôlée par les diverses branches d'une grande et riche famille, les Pringle. Au collège où elle enseigne, les élèves sont presque toutes des enfants Pringle, à différents degrés. Emmeline Harris, l'une d'entre elles, est rejetée par toutes les autres, et s'attache particulièrement à Anne. Quand son père, le terrible Morgan Harris, décide de la faire éduquer chez lui, le monde d'Emmeline s'écroule, et c'est évidemment Anne qu'elle appelle au secours. De surcroît, Mr Harris a toujours été beaucoup plus préoccupé par ses conquêtes que par sa famille, et sa femme, de chagrin, s'est donné la mort plusieurs années auparavant.
Anne accepte donc de donner des cours à Emmeline, et en s'attachant à la jeune fille, elle se lie également à sa famille. Même la vieille grand-mère, une femme acariâtre finit par apprécier la jeune femme. Morgan Harris, voulant se racheter une conduite, emmène avec lui dans ses déplacements sa fille Emmeline, et par la même occasion, il enrôle Anne dans ce séjour. Mr Harris essaye de témoigner à Anne tout l'intérêt qu'elle suscite en lui, mais cette dernière préfère détourner les yeux de ce qui devient peu à peu une évidence, toujours obnubilée par la perte de Gilbert.
Par ailleurs, lors d'un rapide retour à Avonlea, Anne croise le jeune apprenti-docteur Blythe. Gilbert lui annonce ses fiançailles avec Christine Stewart, la fille de son professeur. Anne retourne donc à Kingsport finir l'année scolaire, consciente qu'elle a définitivement perdu celui qu'elle aimait.
La plupart des parents d'élèves à qui elle enseigne sont maintenant très chaleureux à son égard. Et c'est ainsi qu'elle est conviée au grand bal annuel de charité, lors duquel tous les Pringle donnent une somme colossale pour une quelconque œuvre caritative.
Anne a un petit heurt avec Mr Harris, qui la suit dehors pour s'expliquer. C'est là, sous la neige, qu'il lui fait une déclaration enflammée. Tous les clichés sentimentaux dans lesquels Anne a baigné sont réunis. Certes Mr Harris ne possède pas un château de marbre rose, mais il a les moyens de lui en construire un. Il l'aime. Tout y est. Anne sourit premièrement, ce qui laisse deviner que tous ces rêves sont en train de s'accomplir, puis elle marque un temps d'arrêt, avant de décliner la demande en mariage de Morgan Harris. Cet événement marque le deuxième tournant de sa vie. L'amour n'est pas la jolie carapace lisse qu'elle recherchait. L'amour est beaucoup plus profond. L'amour est Gilbert.
Anne termine le manuscrit de son premier livre Les Secrets d'Avonlea. Puis elle rentre aux Pignons Verts pour les vacances d'été, avec deux exemplaires de son livre. Un qu'elle donne à Marilla, l'autre qu'elle réserve en cadeau de mariage à Gilbert. Le livre lui est d'ailleurs dédié. Elle apprend par hasard ce que tous essayaient de lui cacher depuis son retour. Gilbert Blythe est mourant. Il a contracté la fièvre scarlatine. D'abord bouleversée, Anne se décide à aller le voir une dernière fois, et à lui montrer son livre et la dédicace. Gilbert lui annonce qu'il a rompu ses fiançailles parce qu'il l'avait toujours aimée et que ce n'était pas juste pour Christine, sa fiancée. Puis il ferme les yeux.
La scène suivante s'ouvre sur Anne, au milieu de l'été, dans un verger. Gilbert arrive. Contre toute attente, il n'est pas décédé. Il lui propose une promenade. Sur le pont de la rivière, endroit clef de leur relation, elle accepte sa demande en mariage. Elle ne veut pas de marbre rose. Elle veut Gilbert. Le film s'achève sur leur baiser.

## Fiche technique
- Titre québécois : Anne… la maisons aux pignons verts : La Suite
- Titre français : Le Bonheur au bout du chemin 2
- Titre original : Anne of Green Gables: The Sequel)
- Réalisation : Kevin Sullivan
- Scénario : Kevin Sullivan, d'après Anne d'Avonlea, Anne quitte son île et Anne au domaine des peupliers de Lucy Maud Montgomery
- Montage : James Lahti et Mairin Wilkinson
- Musique : Hagood Hardy
- Photographie : Marc Champion
- Producteur : Kevin Sullivan et Ian McDougall
  - Producteur exécutif : Dan Howard
  - Producteur délégué : Trudy Grant
- Production : Sullivan Entertainment
- Distribution : CBC Television
- Pays d'origine :  Canada
- Langue originale : anglais
- Genre : Drame
- Durée : 155 minutes
- Dates de sortie : 
  -  États-Unis : 19 mai 1987
  -  Canada : 6 et 7 décembre 1987
  -  Québec : 8 au 22 septembre 1988

## Distribution
- Megan Follows (VQ : Sophie Léger) : Anne Shirley
- Colleen Dewhurst (VQ : Dyne Mousso) : Marilla Cuthbert
- Patricia Hamilton (en) (VQ : Arlette Sanders) : Rachel Lynde
- Wendy Hiller : Mme Harris
- Frank Converse (VQ : Hubert Gagnon) : Morgan Harris
- Jonathan Crombie (VQ : Daniel Lesourd) : Gilbert Blythe
- Schuyler Grant (en) (VQ : Claudine Chatel) : Diana Barry
- Marilyn Lightstone : Mlle Stacey
- Rosemary Dunsmore (VQ : Mireille Thibault) : Katherine Brooke
- Kate Lynch (en) (VQ : Marie-Andrée Corneille) : Pauline Harris
- Genevieve Appleton (VQ : Violette Chauveau) : Emmeline Harris
- Susannah Hoffman (VQ : Anne Caron) : Jen Pringle
- Mag Ruffman (en) (VQ : Claude Verdan) : Alice Lawson
- Bruce McCulloch (VQ : Marc Labrèche) : Fred Wright
- Dave Foley (VQ : Marc Labrèche) : Lewis Allen
- Richard Farnsworth (VQ : Bernard Garez) : Matthew Cuthbert
- Zack Ward (VQ : Paul Sarrasin) : Moody Spurgeon
- Rosemary Radcliffe (en) : Mme Elizabeth Barry
- Charmion King : Tante Josephine Barry
- Robert Collins : M. Barry
- Morgan Chapman : Minnie May Barry
- David Hughes : Thomas Lynde
- Dave Foley : Lewis Allen

 Source et légende : version québécoise (VQ) sur Doublage.qc.ca

## Récompenses
- Emmy Awards 1986
- Gemini Awards 1986
- CableACE Awards à Colleen Dewhurst
- TV Guide meilleure série familiale 1987
- Peabody Awards 1986 (les Peabody sont surnommés les « Pulitzer de la télévision »)